# 瑞尔维耶勒
瑞尔维耶勒（法語：Jurvielle，法語發音：[ʒyʁvjɛl]）是法国上加龙省的一个市镇，属于圣戈当区。

## 地理
瑞尔维耶勒（42°49'3"N, 0°29'11"E）面积5.79 平方千米，位于法国奧克西塔尼大區上加龙省，该省份为法国西南部内陆省份，西南端与西班牙接壤，自此顺时针与上比利牛斯省、热尔省、塔恩-加龙省、塔恩省、奥德省和阿列日省接壤。
与瑞尔维耶勒接壤的市镇（或旧市镇、城区）包括：韦伊堡、卡佐-弗雷谢-阿内朗-卡莫尔、蒙镇、波尔泰德吕雄、普博。

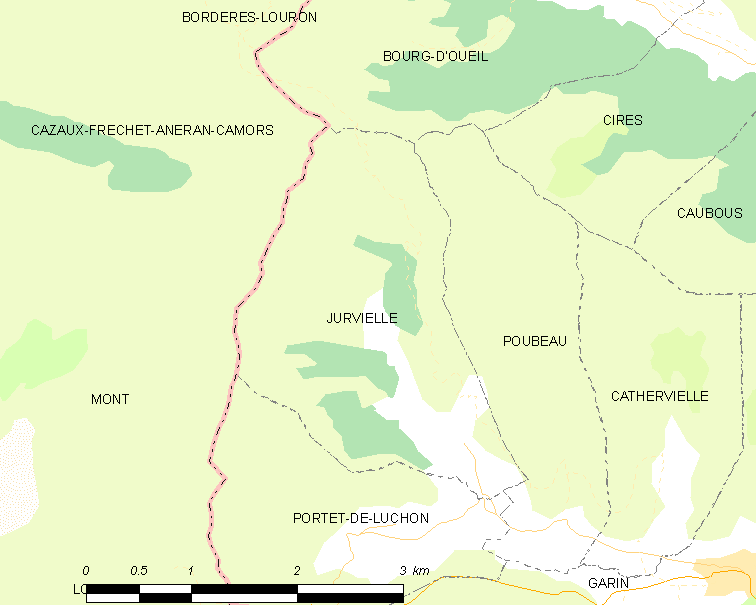
瑞尔维耶勒的OSM定位图

瑞尔维耶勒的时区为UTC+01:00、UTC+02:00（夏令时）。

## 行政
瑞尔维耶勒的邮政编码为31110，INSEE市镇编码为31242。

## 政治
瑞尔维耶勒所属的省级选区为巴涅尔德吕雄县。

## 人口

1962-2008年间瑞尔维耶勒人口变化图示

瑞尔维耶勒于2022年1月1日时的人口数量为20人。